# Melete salacia
Melete salacia es una especie de mariposa, de la familia de las piérides, que fue descrita originalmente con el nombre de Pieris salacia, por Godart, en 1819, a partir de ejemplares sin datos de localidad.

## Distribución
Melete salacia está distribuida entre las regiones Neotropical, Neártica y ha sido reportada en Cuba, México.

## Plantas hospederas
Las larvas de M. salacia se alimentan de plantas de las familias Verbenaceae, Santalaceae. Entre las plantas hospederas reportadas se encuentran Petitia domingensis, Phoradendron quadrangulare.